# Fluence verbale
Pour les articles homonymes, voir Fluence.
 (mars 2015).
La fluence verbale (aussi appelée volubilité et loquacité) est la capacité d’une personne ou d’un système à délivrer rapidement une information et avec expertise.
Elle peut être ralentie par la fatigue, le stress et divers troubles cognitifs, y compris liés à l'exposition chronique à la pollution routière.

## Langage
La fluence verbale est un terme du domaine de l’orthophonie qui définit le rythme ou le flux des sons, des syllabes, des mots et des phrases mis bout à bout lorsque l’on parle rapidement.  Le terme générique « troubles de la fluence verbale » désigne le bredouillement et le bégaiement. Ces deux troubles ont pour conséquence : des pauses qui entraînent une rupture de fluidité et des répétitions de certaines parties du discours.
Les troubles de la fluence sont généralement de nature complexe et ont tendance à apparaître plus souvent chez les garçons que chez les filles.
La compétence linguistique est utilisée de manière informelle pour indiquer un niveau de compétence linguistique relativement élevé, en général pour une langue étrangère ou pour une autre langue connue par un individu. Elle est plus précisément utilisée pour désigner un usage fluide de la langue, qui s’oppose à un usage lent et hésitant.[Information douteuse] Dans ce cas, la fluence est nécessaire mais pas suffisante pour la compétence linguistique : les locuteurs parlant couramment une langue (en particulier les personnes natives sans éducation) peuvent disposer de peu de vocabulaire, de stratégies discursives limitées, et peuvent employer des mots de manière inexacte.
Ils peuvent aussi être illettrés. Dire qu’une personne parle couramment sa langue maternelle est incorrect.
La fluence est en fait la capacité d’une personne à être comprise, non seulement par une personne native de la langue utilisée mais aussi par une personne non native. Le niveau supérieur serait le multilinguisme, qui indique qu’une personne est native de deux langues, apprises soit simultanément soit l’une après l’autre.
Dans le sens de compétence linguistique, la fluence comprend un nombre de connaissances liées mais dissociables les unes des autres :
- La lecture : la capacité à facilement lire et comprendre des textes écrits dans une langue[3] ;
- L'écriture : la capacité de produire des textes écrits dans une langue ;
- La compréhension orale : la capacité à suivre et comprendre un discours dans une langue ;
- La parole : la capacité de produire un discours dans une langue et qu’il soit compris par ses locuteurs.
- La compréhension écrite : le niveau de compréhension de textes/messages.

Dans une certaine mesure, ces compétences peuvent être acquises séparément. En général, plus une personne décide d’apprendre une langue étrangère tardivement, plus il lui est difficile d’acquérir les capacités réceptives de compréhension (ouïe) et de fluence (parole). Cependant, l’hypothèse de la période critique (ou période sensible) fait l’objet d’un vif débat. Par exemple, les compétences écrites et de lecture dans une langue étrangère peuvent s’acquérir plus facilement après la période d’acquisition du langage primaire.[réf. nécessaire]

## Fluence de lecture
On confond souvent la fluence de lecture avec fluence verbale (voir ci-dessus). La fluence de lecture est la capacité à lire à voix haute un texte précisément, automatiquement et avec l’expression adéquate. La fluence comble l’écart entre le décodage et la compréhension écrite des mots. Comprendre ce qui vient d’être lu, telle est la définition de la compréhension écrite. La fluence est un ensemble de capacités qui permet au lecteur de décoder rapidement le texte tout en maintenant un niveau de compréhension élevé (National Reading Panel, 2001).
La fluence de lecture inclut à la fois le nombre de mots lu par minute et la capacité à lire avec l’expression adéquate.
Le premier point de référence pour la fluence est la capacité à lire « au premier coup d’œil ». L’idée est que les enfants soient capables de repérer dès le premier coup d’œil les mots écrits les plus communs dans leur langue maternelle et que la lecture de ces mots va leur permettre de lire et de comprendre le texte plus rapidement.
La vitesse à laquelle les enfants lisent devient un critère important de la fluence au cours de leur apprentissage.
Le panel national de lecture (National Reading Panel) a effectué une étude et publié des rapports sur l’apprentissage de la lecture aux enfants : ‘’Teaching Children to Read: An Evidence-Based Assessment of the Scientific Research Literature on Reading and Its Implications for Reading Instruction—Reports of the Subgroup’’. Une version complète du rapport peut être consultée, téléchargée ou commandée gratuitement sur le site www.nationalreadingpanel.org (en anglais).

## La fluence dans la créativité
Des études sur l’évaluation de la créativité répertorient la fluence comme l’un des quatre éléments primaires de la pensée créative. Les autres sont la flexibilité, l’originalité et l’élaboration. La fluence dans la pensée créative est perçue comme la capacité de rapidement penser à différentes idées.

## Troubles de la fluence verbale
Ils font partie des troubles cognitifs qui sont eux-mêmes des conséquences du stress, de l'âge et/ou des symptômes de diverses maladies ou troubles dont certains ont des causes environnementales probables (par exemple selon une expertise collective de l'Inserm publiée en 2021) l’exposition aux pesticides, et notamment aux organophosphorés, chez les agriculteurs, ou certaines (ex : selon Bénédicte Jacquemin l'inserm, pour 3 paramètres de la pollution automobile source de troubles cognitif « Les capacités les plus impactées sont la fluence verbale et les fonctions exécutives. Le dioxyde d’azote et les particules PM2,5 affectent davantage la fluence verbale, tandis que le carbone suie a un plus grand impact sur les fonctions exécutives ».